# Кроакс Авраншен
Кроакс Авраншен (фр. Croix-Avranchin) насеље је и општина у северној Француској у региону Доња Нормандија, у департману Манш која припада префектури Авранш.
По подацима из 2011. године у општини је живело 462 становника, а густина насељености је износила 42,82 становника/km². Општина се простире на површини од 10,79 km². Налази се на средњој надморској висини од 83 метара (максималној 92 m, а минималној 33 m).

## Демографија
| 1962. | 1968. | 1975. | 1982. | 1990. | 1999. | 2011. |
| ----- | ----- | ----- | ----- | ----- | ----- | ----- |
| 549   | 550   | 481   | 437   | 448   | 431   | 462   |

График промене броја становника у току последњих година